# Hans Forssman
Hans Axel Forssman, född 23 maj 1912 i Göteborgs Vasa församling, död 7 september 1994 i Örgryte församling, var en svensk psykiatriker och kommunpolitiker.
Forssman blev student vid Samskolan i Göteborg 1932, medicine kandidat 1933 vid Uppsala universitet, medicine licentiat där 1940 samt disputerade där 1945. Han tjänstgjorde i perioder 1938–1939 vid de rättspsykiatriska klinikerna i Stockholm, var extra läkare, assistentläkare och amanuens vid medicinska kliniken i Uppsala 1940–1943 och vid Beckomberga sjukhus 1941–1942. Åren 1940–1944 hade han kortare förordnanden vid lasarettet i Lidköping, vid Sahlgrenska sjukhuset samt vid Sävsjö sanatorium. Forssman blev docent i praktisk medicin i Uppsala 1945 och i psykiatri 1953 vid Göteborgs medicinska högskola. Han blev 1946 underläkare vid Sahlgrenskas medicinska klinik II och vid samma sjukhus psykiatriska klinik 1946–1948, förste läkare där 1948–1955 samt överläkare där 1955–1961. Åren 1960–1961 var han tillförordnad professor i socialmedicin vid Göteborgs universitet. Han var professor i psykiatri vid Uppsala universitet 1961–1964 och vid Göteborgs universitet 1964–1977. År 1975 blev han ledamot av Vetenskapsakademien.
Forssman var ledamot av Göteborgs stadsfullmäktige 1951 till 5 november 1953, av nykterhetsnämnden som vice ordförande 1951–1956, av barnavårdsnämnden 1952–1953 samt av styrelsen för Socialinstitutet i Göteborg 1955–1958.

## Familj
Hans Forssman, som var ogift, var son till advokaten Axel Forssman och Dagmar (Maja) Forssman, född Levisson, samt sonson till Lars Forssman.